# Koh e Hawz e Rostam
Koh e Hawz e Rostam (persisch کوه حوض رستم; Berg des Teiches von Rostam) ist ein Berg der Nähe von Jabol Saraj (persisch جبل سراج, auch Jab ul Sara) in der afghanischen Provinz Parwan bei Tscharikar.
Dieser Berg mit einem kleinen See wurde zu Ehren von Rostam so benannt.